# 佐伯部売輪
佐伯部 売輪（さえきべ の うるわ、生年不明 - 推定456年（安康天皇3年10月））は、日本古代の5世紀後半の人物。別名は佐伯部 仲子（さえきべ の なかちこ）。履中天皇の皇子である磐坂市辺押磐皇子に帳内（とねり）として仕えた。

## 概要
『古事記』には登場せず、『日本書紀』のみに現れる人物である。
『書紀』巻第十四によると、安康天皇が暗殺された後、弟の大泊瀬幼武皇子（後の雄略天皇）は、有力な皇位継承者であり、先帝が後事を委ねようとしていた磐坂市辺押磐皇子を恨んで、猪・鹿狩りにこと寄せて誘き出し、射殺してしまった。これに驚いた随身の佐伯部売輪も、皇子の死骸を抱きかかえて泣き叫び、頭と脚の間を行ったり来たりしているうちに、大泊瀬幼武皇子によって殺されてしまった。
『書紀』巻第十五によると、その後、市辺押磐皇子の子である顕宗天皇は、淡海国来田絮（くたわた）の蚊屋野（かやの）に父の遺骸を発見したが、その時には売輪の骨も混ざっており、分別することができなかった。磐坂皇子の乳母は、売輪の上の歯は抜け落ちているから（すなわち、老人であったことが窺われる）、そのことから判別すれば良い、と言上した。なお、『古事記』によると、主人である市辺押磐皇子も三枝（さきくさ）如（な）す押歯（おしは）、すなわち花茎が3つに分かれている山百合のような八重歯をしていたとあり、それゆえに「市辺押磐皇子」と呼ばれていたようである。しかし、以上のような特徴があったけれども、胴体や手足などは皇子と売輪の遺骨とを完全に区別することはできなかったため、蚊屋野の地にそれぞれ似せて同じ大きさの2つの御陵を造営したという。
その後、次代の仁賢天皇（顕宗と同じく市辺押磐皇子の子）の時に、広く国郡に散らばって逃亡した佐伯部を捜し出し、売輪の子孫に佐伯造の氏姓を与えている。